# LHサージ

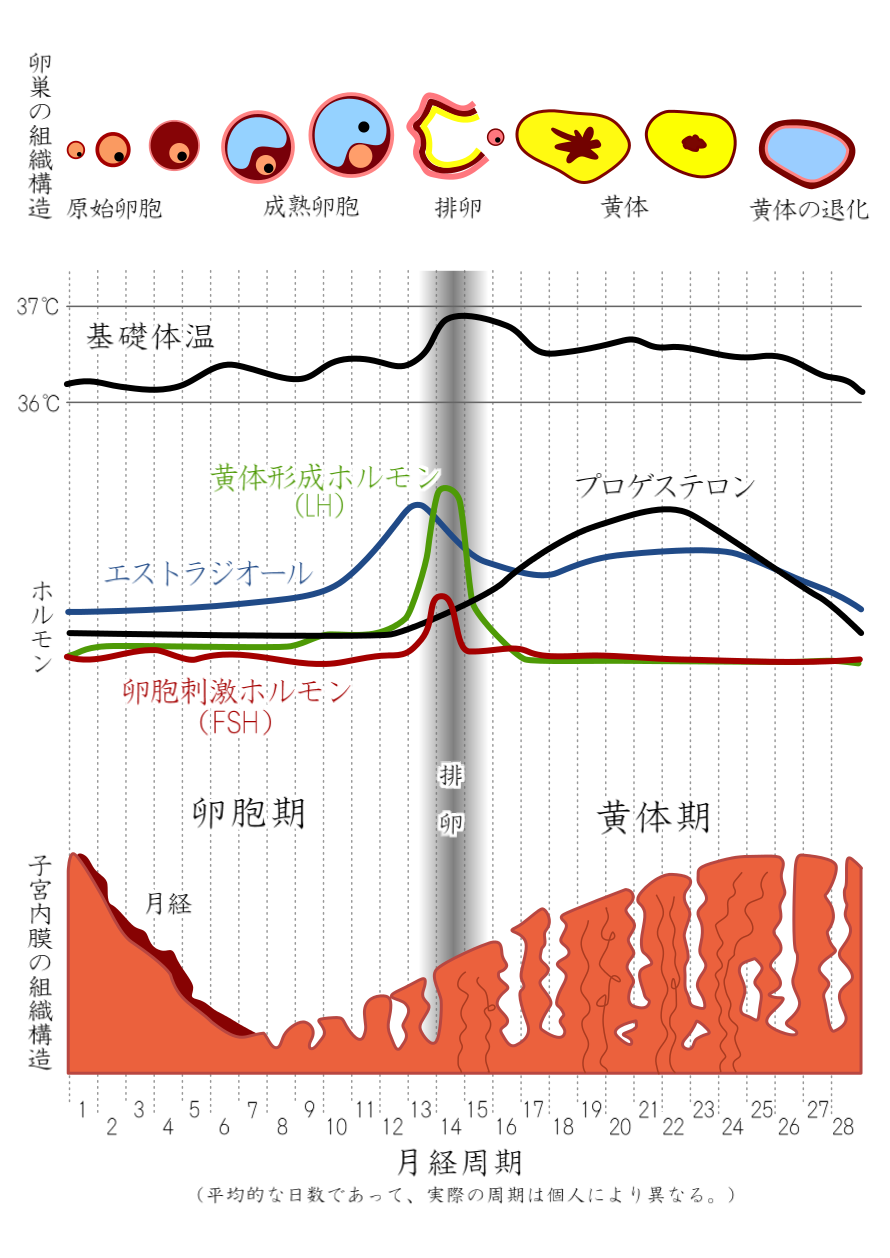
緑がLH

LHサージ（えるえいちさーじ、LH surge）とは、黄体形成ホルモン (LH) が一過性に放出される現象。LHサージは排卵直前の大きさのグラーフ卵胞の卵母細胞の成熟分裂を再開させ、排卵を引き起こす。LHサージ開始後、ヒトでは24-36時間（ピークからは10-12時間）、ウシでは25-30時間、ブタでは40時間、ヒツジでは26時間、ラット、マウスでは10-12時間で排卵する。交尾排卵動物であるネコでは、交尾刺激によりLHサージが起こり、LHサージ後24-30時間で排卵が起こる。性腺刺激ホルモン放出ホルモン (GnRH) およびエストロゲンの正のフィードバック作用によりLHサージは引き起こされる。GnRHは下垂体前葉に作用してLHおよび卵胞刺激ホルモン (FSH) の分泌を促進する。LHとFSHは共同して胞状卵胞を成熟させ、卵胞上皮細胞(莢膜細胞)におけるテストステロンの合成、分泌を促進する。テストステロンは基底膜下の顆粒膜細胞で、FSHの作用によりエストロゲンに変換される。この動作を2cell 2gonadtropin theoryと呼ぶ。エストロゲンは視床下部におけるGnRHの分泌を促進するとともにGnRHに対する下垂体の感受性を高める。